# Los Angeles Lightning
I Los Angeles Lightning sono una società di pallacanestro statunitense con sede a Los Angeles, in California. Fondati nel 2007, disputano la International Basketball League, di cui hanno vinto l'edizione 2009.